# 高梨朝定
高梨 朝定（たかなし ともさだ）は、平安時代末期から鎌倉時代にかけての武士・御家人。

## 略歴
高梨氏は清和源氏井上氏流の一族で、平安時代中期に信濃国北部に栄えた土豪である。
治承・寿永の乱において、父・高梨忠直は木曾義仲に従って討ち死にしたが、朝定自身は生き残った。建久年間（1190年頃）、源頼朝に参じて所領を安堵された。この頃は東条荘山田郷・北高梨周辺を支配していた。このとき、ほかの井上一族も共に鎌倉幕府へ参じている。
高梨氏は時代が降るにつれて領土を北方へと拡大していくが、その基礎は祖父である高梨判官忠光から朝定に至る過程で築かれたといえる。